# Nymphon crenatiunguis
Nymphon crenatiunguis är en havsspindelart som beskrevs av Barnard, K.H. 1946. Nymphon crenatiunguis ingår i släktet Nymphon och familjen Nymphonidae. Inga underarter finns listade i Catalogue of Life.